# Elena Sanz
Elena Armanda Nicolasa Sanz y Martínez de Arizala (Castellón de la Plana,  6 de diciembre de 1844-Niza, 23 de diciembre de 1898) fue una cantante lírica del siglo XIX con tesitura de contralto.
Ha sido una de las más grandes voces de la ópera de todos los tiempos. Viajó por todo el mundo exhibiendo sus grandes dotes de cantante y presumiendo de española, pero donde más se valoró su arte fue en los teatros de París. Su gran valía artística ha quedado eclipsada por su biografía.
Castelar la describió como "de labios rojos, de piel color morena, la dentadura blanca, la cabellera negra y reluciente como de azabache, la nariz remangada y abierta, el cuello carnoso y torneado, una maravilla, la frente amplia como la de una divinidad egipcia, los ojos negros e insondables cual dos abismos que llaman a la muerte y al amor".

## Biografía
Elena Armanda Nicolasa Sanz Martínez de Arizala Carbonell y Luna fue educada con su hermana Dolores en el Colegio de las Niñas de Leganés. En dicha institución entró a la edad de diez años con el objetivo de aprender canto, formando parte del coro.
Tuvo un primer hijo, Jorge, de padre desconocido en el año 1871. Posteriormente, tuvo dos hijos varones más, con el rey Alfonso XII de España, Alfonso (1880) y Fernando (1881). Los dos hijos llevaron sus apellidos de soltera, ya que el rey Alfonso XII murió a los 27 años sin reconocer a Alfonso y a Fernando.

## Novela
En 2013 el escritor Tomás Gismera Velasco (Atienza, 1958) quedó finalista del premio “Hispania” de novela histórica, con la obra "Elena Sanz: Tu serás mi reina".

## Elena Sanz en la literatura
En el episodio nacional Cánovas de Benito Pérez Galdós se narra su relación con el monarca Alfonso XII.